# 黔桂冬青
黔桂冬青（学名：Ilex stewardii）为冬青科冬青属的植物，是中国的特有植物。分布在越南以及中国大陆的贵州、广西等地，生长于海拔330米至1,000米的地区，一般生于山地阔叶林中，目前已由人工引种栽培。

## 别名
施冬青（贵州植物志）